# Akuo
Akuo (anciennement Akuo Energy) est une entreprise française du secteur des énergies renouvelables. Le groupe est présent dans le solaire photovoltaïque, l'éolien, l'hydraulique et le stockage de l'énergie.
Le groupe dispose en août 2024 d'une capacité installée et en construction de 2 GW, dans 30 pays d'Europe et d'Amérique, sans compter ses activités africaines en cours de cession. Il compte 450 employés et a enregistré un chiffre d'affaires de 263 millions d'euros en 2023.

## Histoire
L'entreprise a été créée en 2007 par deux fondateurs : Eric Scotto (président), et Patrice Lucas (directeur général). Le nom de l’entreprise est tiré du mot japonais « hakuhoo », en référence à la période Hakuhō.
En 2009, le groupe met en service sa première centrale de production d’électricité, à La Réunion.
En 2011, Akuo inaugure la centrale solaire intégrée au bâti sur le marché Saint-Charles à Perpignan utilisant la tuile solaire Sunstyle.
En 2013, le groupe se diversifie dans l’activité de cogénération à biomasse bois avec la mise en service de la centrale Kogeban (16 MW électriques et 42 MW thermiques) en Picardie.[réf. nécessaire]
En 2014, sont réalisés des premiers projets photovoltaïques associés à du stockage d'énergie.
En 2017, Akuo met en service le premier parc éolien (Krnovo, 72 MW) du Monténégro et prend pied aux États-Unis avec la mise en service de 150 MW. Il lance AkuoCoop, plateforme de financement participatif propre à Akuo. Le montant d’investissements cumulés dans les projets depuis la création dépasse deux milliards d’euros.
En novembre 2017, Colam Entreprendre entre au capital d’Akuo Energy.
En 2018, le groupe acquiert 63 MW hydrauliques en Bulgarie.
En 2019, Akuo met en service sa première centrale éolienne en République dominicaine (50 MW) et la centrale O’MEGA1 (17 MW) dans le Vaucluse, première centrale solaire flottante en France. Akuo est retenu pour installer les tuiles solaires Sunstyle sur le « Pavillon France » à l'Exposition universelle de Dubaï 2020. Le label « Électricité verte d’Origine Contrôlée » est lancé par Akuo aux côtés d’autres producteurs indépendants d’énergies renouvelables et le fournisseur d’électricité Plüm Énergie.
En 2020, la plateforme AkuoCoop obtient le statut de conseiller en investissement participatif. Un projet de 93 MW entre en construction aux États-Unis.
En 2024, Akuo est l'un des rares pure players du renouvelable encore propriété de ses fondateurs, après la vente de Neoen au fonds canadien Brookfield. Mais ses levées de fonds deviennent plus difficiles du fait de la montée des taux d'intérêt et du reflux des prix de l'électricité. Eric Scotto, le président d'Akuo, estime « impératif de nous adosser à un partenaire stratégique à moyen terme pour accélérer ». Il a mandaté au début de 2023 les banques Nomura et Rothschild, mais l'offre du fonds d'infrastructure InfraVia n'a pas été acceptée par les fondateurs. Au printemps 2024, Akuo lance la vente de ses activités africaines pour recentrer le groupe présent dans 30 pays sur l'Europe et la zone Amérique. Il s'est aussi défait de ses activités de production d'énergie par biomasse. 
Le 24 mars 2025, la société d'investissement française Ardian annonce l'acquisition d'Akuo. Si le montant de la transaction n'est pas officiellement communiqué, plusieurs sources indiquent qu'il approche les 2,3 milliards d’euros. Le 4 juillet 2025, Akuo annonce la finalisation de son rachat par Ardian et la nomination d'un nouveau directeur général en la personne de Bruno Bensasson, PDG d'EDF Renouvelables de 2018 à 2024. L'acquisition d'Akuo par Ardian est censée permettre à l'entreprise d'obtenir les ressources financières nécessaires pour augmenter sa capacité de production d'énergie renouvelable de 1,9 à « 5 GW d'ici 2030 ».

## Activités du groupe
Akuo développe et exploite des centrales de production d'électricité issue de ressources renouvelables. Fin 2020, la capacité en exploitation s'élevait à 1 029 MW électrique, 95 MW thermique et 29 MWh de stockage.
En août 2024, Akuo emploie 450 personnes pour gérer son portefeuille 2 GW de renouvelables en construction ou en service et un chiffre d'affaires de 263 millions d'euros.

### Éolien
En 2020, les ventes provenant des centrales éoliennes représentaient 44 % du total des ventes d'énergies

### Photovoltaïque
L'énergie photovoltaïque est la deuxième source de production d'Akuo Energy. En 2020, le solaire a généré 30 % des ventes d'énergies totales du groupe
Le groupe est présent dans le stockage d'énergie depuis 2014 et dispose cette année-là de 29 MW de projets photovoltaïques alliés à une capacité de 29 MWh de batteries. Le groupe est également expert en solutions de stockage, pour assurer la stabilité des réseaux.
Dans le cadre de ses projets solaires, Akuo a développé des concepts d’agrivoltaïque (productions agricole et électrique combinées)[source insuffisante] et d'aquaculture sous panneaux photovoltaïques.
Le projet emblématique d'Akuo Energy dans ce domaine est Bardzour, centrale de 9 MW, à La Réunion,, située au centre de détention du Port et qui conjugue stockage d'énergie solaire, développement de cultures sous serres photovoltaïques et réinsertion de détenus par des formations agricoles et apicoles.
Akuo inaugure en octobre 2019 la première centrale photovoltaïque flottante en France, sur un lac artificiel à Piolenc, d'une puissance de 17 MW. Akuo Energy a, pour la première fois, ouvert le capital d’une société de projet – O’MEGA1 - aux personnes physiques possédant une résidence dans le Vaucluse et les départements limitrophes,. Cette démarche a pour objectif de favoriser le financement citoyen de la transition énergétique, en s'appuyant sur les territoires qui en sont les acteurs.
En 2020, la centrale Kita, de 50 MW, est mise en service[réf. non conforme].
En 2021, Akuo et Club Med Punta Cana mettent en service une centrale utilisant des modules d'énergie solaires (de type Solar GEM) qui alimentent en énergie renouvelable le Club Med de Punta Cana[réf. non conforme].

### Biomasse
La biomasse est l'ensemble des matières organiques d'origine végétale, animale ou fongique pouvant devenir une source d'énergie.
Fin 2018, cette activité a généré 6 % de la production totale d'énergie du groupe pour une capacité installée, en construction et en financement de 54 MW électriques et de 95 MW thermiques[réf. nécessaire].
Les unités de cogénération de biomasse bois valorisent doublement l'énergie tirée de la ressource en vendant à la fois l'électricité sur réseaux et l'énergie thermique à un partenaire acheteur de vapeur, lié au projet dès sa conception. Préalablement à cette production d'énergie, Akuo Energy a développé une filière adaptée à cette production spécifique, en partenariat avec l'industrie du bois. Cela permet de disposer d'une base de production électrique renouvelable qui complète les activités solaires et éoliennes, sujettes à des variations météorologiques.
L'entreprise déploie cette technologie en métropole (Franche-Comté, Picardie et Doubs), et en Croatie.
En 2021, Le fonds PEARL Infrastructure Capital entre en négociation exclusive pour acquérir de nouveaux actifs d'EnR en France métropolitaine auprès d’Akuo.
En août 2024, Akuo finit de se défaire de ses activités de production d'énergie par biomasse en cédant sa dernière centrale en Croatie.

### Hydraulique
En 2020, les ventes d'énergie provenant de l’hydraulique représentaient 2 % des ventes d'énergie du groupe.

### Stockage
Fin 2020, le groupe disposait de 51 MWh de stockage en exploitation et en construction.

### Autres
Parallèlement à son activité de production d'électricité, Akuo propose des techniques de production et de gestion d'énergie adaptées à différents contextes.
- Tuiles solaires : la coentreprise SunStyle International fabrique, commercialise et distribue des toitures photovoltaïques. Akuo indique s’apprêter à construire une usine de 70 000 mètres carrés à Châtellerault, capable de produire chaque année 1 GW de tuiles solaires fabriquées en France à partir de 2025[41]
- Unités de production d'énergie et de stockage conteneurisées : la gamme GEM[Quoi ?][42].
- Structures flottantes Hydrelio par Ciel et Terre : cette solution permet de réduire les conflits d'usage, de valoriser des plans d'eau inutilisés[43] tout en permettant d'améliorer le rendement des cellules.

## Organisation
Le groupe est organisé autour de quatre activités[réf. nécessaire].
- Activité IPP (Independent Power Producer) : le groupe est présent sur toute la chaîne de valeur, le développement, le financement, la construction et l'exploitation de centrales électriques d’énergies renouvelables.
- Activité Asset Management : elle conserve l'exploitation et la maintenance de centrales d'énergies renouvelables.
- Activité Solutions : le groupe propose des unités de productions et de stockage d’énergie solaire en conteneur (Solar GEM et Storage GEM), de structures solaires flottantes en partenariat avec Ciel & Terre et des tuiles solaires via la société SunStyle International[44].
- Activité Market : le groupe développe quotidiennement, avec ses clients et partenaires, des outils d'analyse des mécanismes de marché à travers le monde.

En 2019, Akuo a enregistré un chiffre d'affaires en hausse de 23 % à 261 millions d'euros et un excédent brut d'exploitation de 130 millions d'euros[réf. non conforme].